# Пренатална дијагностика
Пренатална дијагностика представља скуп дијагностичких метода којима је могуће утврдити промене на ембриону или фетусу пре рођења.  Углавном је усмерена ка утврђивању постојања хромозомских аберација, већих развојних абнормалитета али дозвољава и рано утврђивање ствари као што су пол детета. Ове методе варирају од оних неинвазивних до инвазивнијих који носе и известан степен ризика за губитком плода.

## Сврха пренаталне дијагностике
Пренатална дијагностика се врши из низа разлога и у огромној већини развијених земаља, мајке у току трудноће пролазе бар кроз неки од видова пренаталне дијагностике. Познавање могућих патолошких промена на плоду пре његовог рођења је битно из више разлога. Оно омогућава да се родитељи прилагоде евентуалним посебним здравственим потребама које ће новорођенче имати, али уједно и омогућава здравственим радницима да унапред буду спремни за компликације које се могу јавити током или након порођаја. Такође, оно оставља простора и за евентуалну одлуку о побачају. Осим чисто медицинских разлога, многи парови се одлучују да сазнају пол детета пре рођења из разлога избора имена, гардеробе, декорација исл.

## Фактори ризика
Следеће групе се издвајају као ризичне трудноће и код њих се по правилу обавезно врше и инвазивније методе пренаталне дијагностике:
- трудноћа код жене старије од 35 година
- жена која је претходно имала спонтани побачај или прерано рођено дете
- жена која је претходно родила дете са генетичким поремећајем
- у породицама са познатом наследном болести
- жене са повишеним крвним притиском, дијабетесом, астмом, епилепсијом

## Методе пренаталне дијагностике

### Ултразвучни прегледи
Ултразвучним прегледи се конвенционално примењују од 7 недеље гестације за потврђивање напредовања трудноће и утврђивања постојања близанаца. Од 11 недеље гестације могуће је пратите морфолошке одлике плода, утврдити пол, а у каснијим недељама уочити и евентуалне срчане дефекте, неправилно развијање органа или делова тела исл. Метода је потпуно неинвазивна па се редовно примењује током целог трајања трудноће.

### тест
тест је биохемијски тест крвног серума мајке. Одређују се нивои α-фетопротеина (AFP), хуманог хорионског гонадотропина (HCG) и естриола. Сам по себи, тест се не може користити за дијагностиковање ниједног појединачног поремећаја, али измењени нивои ових супстанци (ван нормалних вредности) указују на постојање евентуалних поремећаја које је потребно потврдити или елиминисати другим тестовима. Типично се врши између 14. и 16. недеље гестације. У Србији се од пре неколико година примељује код свих трудница чак иако се трудноћа не сматра ризичном.

### Амниоцентеза
Амниоцентеза је инвазивна метода која се примењује код трудница са ризичном трудноћом или код оних где су методу индиковали измењени нивои AFP параметара. Амниоцентеза се врши између 16. и 18. недеље гестације пунктирањем амнионске течности чиме се прибављају феталне ћелије. Ово се врши увођењем игле великог калибра кроз зид утеруса под ултразвуком како се не би повредио плод. Пунктирана амнионска течност се центрифугира након чега се из ње изолују феталне ћелије које остају при дну епрувете. Оне се стављају на подлогу и узгајају in vitro након чега се у подлогу додаје кохицин који зауставља ћелије у метафази ћелијске деобе када су хромозоми највидљивији. Затим се врши израда кариограма.
Овом методом могуће је установити генетичке аберације на плоду што је од виталног значаја за даље планирање трудноће. У случају да се сумња на специфични поремећај, могуће је фокусирати тест на циљани хромозом. Метода се сматра инвазивном, и постоји ризик од незарастања постељице након екстраховања игле, цурења амнионске течности као и инфекција. Озбиљније компликације могу довести до побачаја плода, што се статистички дешава у око 0,5% случајева. Ипак, од свих метода за прибављање феталних ћелија, ова се највише примењује.

### Биопсија хорионских вила
Овим поступком узима се узорак хорионских вила којима је плацента причвршћена за ендометријум. Суштински, прибављају се феталне ћелије које је могуће анализирати на сличан начин као и код амницентезе. 
Главна предност овог метода је што га је могуће извести већ између 9. и 11. недеље гестације, што је знатно раније од амниоцентезе. Ипак, метод носи са собом ризик од цурења амнионске течности и њеног недостатка што има велики утицај на развој плода, неправилног зарастања плаценте, као и инфекција. Знатно је ризичнији од амницентезе, и до побачаја долази у око 2% случајева, али се код извесног броја јављају и компликације након бебиног рођења које су последица интервенције.

### Кордоцентеза
Кордоцентеза је метод којим се прибавља крв фетуса коју је могуће анализирати. Врши се тек после 20. недеље гестације увођењем игле већег калибра под ултразвуком са циљем пунктирања крви плода кроз пупчану врпцу. Поступак захтева изузетну спретност лекара јер је потребно под ултразвуком пунктирати прави крвни суд, односно онај који носи плодову, а не мајчину крв. Сама пупчана врпца је у пречнику до 2 cm, тако до поступак захтева посебну прецизност. Након успешног пунктирања, прибављена крв се може употребити за низ анализа као и за прављење кариограма. Потврда да је заиста узета крв плода се лако добија, јер незрели, фетални еритроцити имају једро.